# Catochrysops amasea
Catochrysops amasea är en fjärilsart som beskrevs av Waterhouse och Charles Lyell 1914. Catochrysops amasea ingår i släktet Catochrysops och familjen juvelvingar. Inga underarter finns listade i Catalogue of Life.